# Trinidad a Tobago na Letních olympijských hrách 2004
Trinidad a Tobago na Letních olympijských hrách 2004 reprezentovalo 19 sportovců (10 mužů a 9 žen) ve 4 sportech.

## Medailisté
| Medaile | Jméno         | Sport   | Disciplína                |
| ------- | ------------- | ------- | ------------------------- |
| Bronz   | George Bovell | Plavání | muži 200 m polohový závod |